# ソマリ青年同盟
ソマリ青年同盟（ソマリせいねんどうめい、ソマリ語: Ururka Dhalinyarada Soomaaliyeed、アラビア語: عصبة الشبيبة الصومالية、SYL）、ソマリ青年クラブは、ソマリア建国当時の政党。ソマリアが独立した1960年から、1969年に陸軍少将バーレがクーデターを起こすまで、与党だった。

## 歴史
今日のソマリアの南半分は、第二次世界大戦まで、イタリア領だった（イタリア領ソマリランド）。第二次世界大戦早々の1941年にイギリスが占領し、1950年までイギリスの支配下となった。一方、ソマリアの北半分は19世紀以降イギリス領だった。
イギリス占領時の1943年、ソマリ青年クラブが旧イタリア領ソマリランドの行政中心都市モガディシュに誕生した。当時は13名が参加した。ソマリアは氏族の結束が強いが、ソマリ青年クラブは珍しく氏族を超えた組織であり、構成はダロッド氏族4名、バナディール人5名、ハウィエ氏族（アブガール支族）3名、イサック氏族1名だった。党首はダロッド氏族のヤシン・ハジ・オスマン・シェルマルケ。
初期の党方針は、「狂気の宗教指導者」とイギリスから呼ばれたソマリアの英雄サイイド・ムハンマド・アブドゥラー・ハッサンの影響を多大に受けた。これは、党の基礎を作った人物アブドゥルカディル・サカワディンの影響でもあった。ソマリ青年クラブは、高学歴の警察官や公務員を中心に勧誘が進められた。
1945年、ポツダム会談の結果、イタリア領ソマリランドがイタリアに返還されないことが確定した。
1948年、アブドゥラー・イッサが党首となり、党名をソマリ青年同盟に変え、4部署に再編成された。ソマリ青年同盟の活動基盤はソマリア北部だったが、活動範囲は イギリス領ソマリランド（と旧イタリア領ソマリランド）にとどまらず、今日のエチオピアのオガデン、ケニアの北東州など、ソマリ族居住地域全域にも及んだ。
ソマリ青年同盟の基本活動方針は、ソマリ族居住地域全域の統一（大ソマリア主義）だった。その他、初等教育の充実、ソマリ語の標準語化、ソマリ族居住地域の利益保護、イタリア支配復活阻止などが挙げられた。また、自部族贔屓も禁止された。
当時、ソマリ青年同盟以外の政党としては、イサック族を中心とするソマリ国民同盟（Somali National League、SNL）、ディル氏族とダロッド氏族を中心とする統一ソマリ党（United Somali Party、USP）があった。
ソマリ青年同盟は活動範囲をソマリ族居住地域全域に広げた。エチオピアのジジガにも支部を作りエチオピアからの独立運動を起こしたため、エチオピア政府から結党禁止と国外退去を命じられている。
1949年11月、国際連合は、旧イタリア領ソマリランドをイタリアの信託統治とすることを決議、翌4月1日にイタリア信託統治領ソマリアが成立した。ただし、この信託統治は、ソマリアの10年以内の独立を支援するものとされた。
一方、イギリス領ソマリランドは依然としてイギリスの保護領だったが、1960年6月26日に独立した。その5日後の1960年7月1日、イタリア信託統治領ソマリアもイギリスの斡旋で独立し、両者が結びついてソマリア共和国となった。国を率いたのは、初代大統領となったアデン・アブドラ・ウスマンの他、議会議長のハジ・バシル・イスマイル・ユスフ、初代首相のアブディラシッド・アリー・シェルマルケ、信託統治時代から行政に携わっていたアブドゥラヒ・イッサ・モハムド 、ムハンマド・ハジ・イブラヒム・エガル、ハジ・バシル・イスマイル・ユスフなど、いずれもソマリ青年同盟の党員だった。以後もクーデターが起こる1969年まで、ソマリア大統領、総理、議会議長の職をソマリ青年同盟が独占した。1961年7月20日、国民投票により、前年に起案された憲法が承認された。
1964年、ソマリ青年同盟の党首がムハンマド・ハジ・イブラヒム・エガルに交代。同年3月30日に独立後初の国政選挙が行われ、ソマリ青年同盟は123議席の内の69を取って絶対多数となった。残りの議席は11の政党で分けられた。
1967年、大統領がソマリ青年同盟のシェルマルケに交代。5年後の1969年3月に行われた総選挙でもソマリ青年同盟は第1党となり、シェルマルケが引き続き大統領となった。
1969年10月15日にシェルマルケ大統領が暗殺され、陸軍少将のモハメド・シアド・バーレがクーデターを決行、ソマリアを制圧する。ソマリアは、バーレを議長とする最高革命評議会 (SRC) の支配下となった。バーレはクーデター前の政府要人を逮捕し、政党を禁止した。さらには議会と最高裁判所を解散して憲法も停止した。これにより、ソマリ青年同盟も事実上解散した。

## 要人

### 大統領
- アデン・アブドラ・ウスマン（ハウィエ氏族）: 1960年7月1日 – 1967年6月10日
- アブディラシッド・アリー・シェルマルケ（ダロッド氏族）: 1967年6月10日 – 1969年10月15日
- （代理）シェイハ・ムクター・モハメド・フセイン（ラハンウェイン氏族）: 1969年10月15日 - 1969年10月21日

### 首相
- アブドゥラヒ・イッサ・モハムド（ハウィエ氏族）: 1956年2月29日 - 1960年7月1日（独立前）
- ムハンマド・ハジ・イブラヒム・エガル（イサック氏族）: 1960年7月1日 - 1960年7月12日
- アブディラシッド・アリー・シェルマルケ（ダロッド氏族）: 1960年7月12日 - 1964年7月14日
- アブディリザク・ハジ・フセイン（ダロッド氏族）:  1964年7月14日 - 1967年7月15日
- ムハンマド・ハジ・イブラヒム・エガル（イサック氏族）: 1967年7月15日 - 1969年11月1日

### 議会議長
- アデン・アブドラ・ウスマン（ハウィエ氏族）: 1956年2月29日 - 1960年7月1日（独立前）
- ハジ・バシル・イスマイル・ユスフ（英語版）（ダロッド氏族）: 1960年7月1日 - 1960年7月半ば
- ジャマ・アブドゥラヒ・カリブ: 1960年7月半ば - 1964年5月26日
- アフメド・シェイハ・モハメド・オブシエ: 1964年5月26日 - 1967年
- シェイハ・ムクター・モハメド・フセイン（ラハンウェイン氏族）: 1967年 – 1969年10月15日

## ソマリ青年の日
ソマリ青年同盟ができた1943年5月15日にちなんで、ソマリアでは毎年5月15日が「ソマリ青年の日」とされ、祝賀会が行われる。2014年には政府代表を始めとした人が集まり、71回目の祝賀会が行われた。